# Joseph Bishara
Joseph Bishara (New Brunswick, 26 de julho de 1970) é um cantor, compositor, produtor musical e ator norte-americano. Famoso por Interpretar entidades em filmes de terror como a Bruxa Batsheba em Conjuring, o Demonio Lipstick-Faced na franquia Insidious, o Demonio em Anabelle entre outros

## Biografia
Bishara começou sua carreira musical como guitarrista, teclado e produtor com a banda de rock Prong. Ele trabalhou com artistas como Marilyn Manson, Christian Death.

## Filmografia

### Composições

#### Filmes
- Anabelle (2014)
- The Conjuring (2013)
- Dark Skies (2013)
- 11-11-11 (2011)
- Insidious (2010)